# Solon (Ohio)
Solon – miasto w Stanach Zjednoczonych, w północno-wschodniej części stanu Ohio. Liczba mieszkańców w 2003 roku wynosiła 22 248.